# لاجمانو، قلمرو شمالی
لاجمانو (به انگلیسی: Lajamanu) یک شهرک در استرالیا است که در قلمرو شمالی (استرالیا) واقع شده‌است.